# 长安航空
长安航空有限责任公司（简称：长安航空，英文名称：Air Chang'an），是中国一家航空运输企业，成立于1992年4月11日；是经中国民航总局、陕西省工商局核准成立的股份制航空运输企业；总部位于陕西省西安市，运营基地设在陕西西安咸阳国际机场。2000年，公司进行重组，成为海航集团一部分，并于2002年与海南航空合并运营；2016年4月恢复独立运营，现为海航集团旗下的控股航空企业。长安航空现机队规模达11架，累计开通航线56条，通航城市47座。2017年长安航空以83.5%的航班正常率位列全国40家客运航空公司之首。

## 历史

### 早期运营

长安航空旧标志

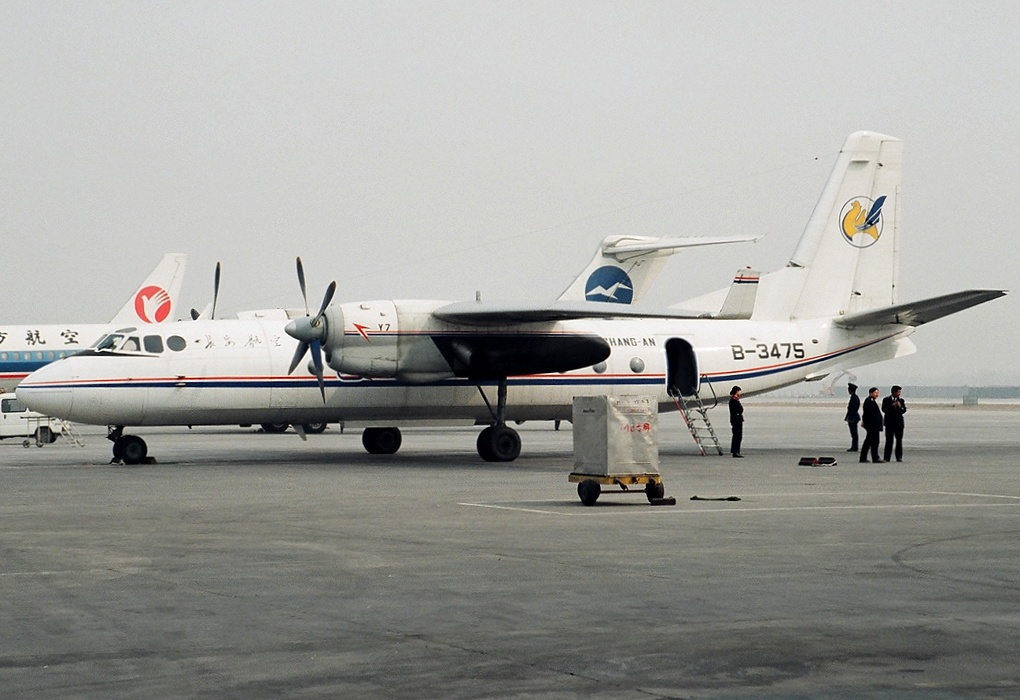
长安航空早期的一架运-7型客机

“长安航空有限责任公司”的前身是“长安航空公司”（英语名称：Chang'an Airlines），是由陕西省人民政府创办的地方航空运输企业，成立于1992年4月11日，是由筹建中的陕西地方航空公司和大鹏航空公司两家公司合并而成。当时运营陕西省省内、以及由陕西始发至其他国内城市的航空运输业务。总部位于陕西省省会——西安市，运营基地设在西安咸阳国际机场；原IATA代码，2Z；ICAO代码：CGN。当时使用的是“骆驼插翅（飞驼）”的标志（长安航位于丝绸之路起点的西安，当时主要的交通工具是骆驼， 长安航空曾以“飞驼”为航徽，寓意为飞机开辟了空中丝绸之路。）

#### 大鹏航空公司
大鹏航空公司始建于1989年，当年由国务院总理李鹏指示，为开发新疆、走向国际，由航空航天工业部民用飞机开发公司、陕西飞机制造公司两个部属企业于1989年共同筹办。根据航空航天工业部航民机1216号文件，由李大立为组长，邵文炳、李洪斌为副组长的9人为首筹建，公司开始暂定名为“中国航空货运公司”，同年8月更名为“大鹏航空公司”。当年11月使用国产运8—F1货机从新疆运羊317只到阿拉伯联合酋长国沙迦，航程9小时试运成功。与此同时还在国内实施货物的包机飞行。

#### 陕西省地方航空公司
陕西省地方航空公司于1990年冬开始筹建，次年2月26日，陕西省省政府正式批准同意成立省地方航空公司筹建处，由交通厅党组抽调冯景光负责组建。于1991年7月与西飞公司签订2架国产运7飞机的购机合同。是年陕西省政府副省长刘春茂在北京与国家航空航天工业部领导商谈共同合办航空公司，继而由航空航天部派副总工程师严慧发来西安就合作办航空公司进行具体商谈，并达成原则组建公司意向。1991年6月12日，由萨音厅长与严慧发副总工程师分别代表省、部签订了联合兴办航空公司协议书，并商定双方派员筹建领导小组事宜。

#### 合并、定名及开始运营
1991年8月陕西省政府和航空航天部以1640号文批准所草签的协议。1992年1月决定成立以李大立、萨音为正副组长的筹建领导小组，并暂定名为“长安航空公司”。同年2月上报中国民航局，申请将大鹏公司更名为“长安航空公司”并请求扩大经营范围，5月中国民航局以[1992]575号文复函同意。公司由陕西省和航空航天部共同领导，行政上挂靠陕西省交通厅，业务上接受中国民航局行业管理，按厅局级建制，编制400人。1992年4月11日，长安航空公司正式挂牌对外营业。原大鹏航空公司即告撤销。同年5月由省、部商定由交通厅、航空航天部民用飞机开发公司、陕西飞机制造公司、西安飞机工业公司共同投资合股经营，并决定按出资额比例推荐董事，筹组董事会进行管理。同年7月召开第一次董事会，成立由萨音为董事长、严慧发为副董事长的10人董事会。同时陕西省政府任命和聘任李大立为“长安航空公司”总经理，折益宁、贾本福为副总经理。1993年2月26日，为了贯彻国务院[1993]3号文件精神，陕西省、航空航天部正式批准1992年成立的由陕西省交通厅、航空航天部民用飞机开发公司、陕西飞机制造公司、西安飞机工业公司共同筹组的股份公司撤销，长安航空公司改由陕西省独立经营。
随后，在原中国西北航空公司的注资下，公司改组为“长安航空有限责任公司”。
长安航空公司初期拥有48座级国产运7飞机3架，先后开辟航线6条。
1993年1月5日首航西安-榆林，同时开辟银川、汉中，均为每周各两班，同年11月开辟西安-武汉、大同、重庆航线，均为每周两班。同时还经营包机和加班飞行。平均客座率61.8%，载运率57.4%，运输收入额250余万元。1994年3月1日新增西安-宜昌航线。
1995年长安航空公司运7型飞机增加到5架，可提供240个客座位。开辟西安-黄山、西安-武汉-黄岩、西安-西宁、西安-合肥、银川-西安-成都、西安-武汉-义乌、西安-安康、西安-兰州、西安-成都、西安-包头十条航线。至1995年底长安航空公司先后共开辟航线17条。
在被海南航空并购前，机队仍只有七架运-7飞机，资产不足10亿元。

### 并入海南航空

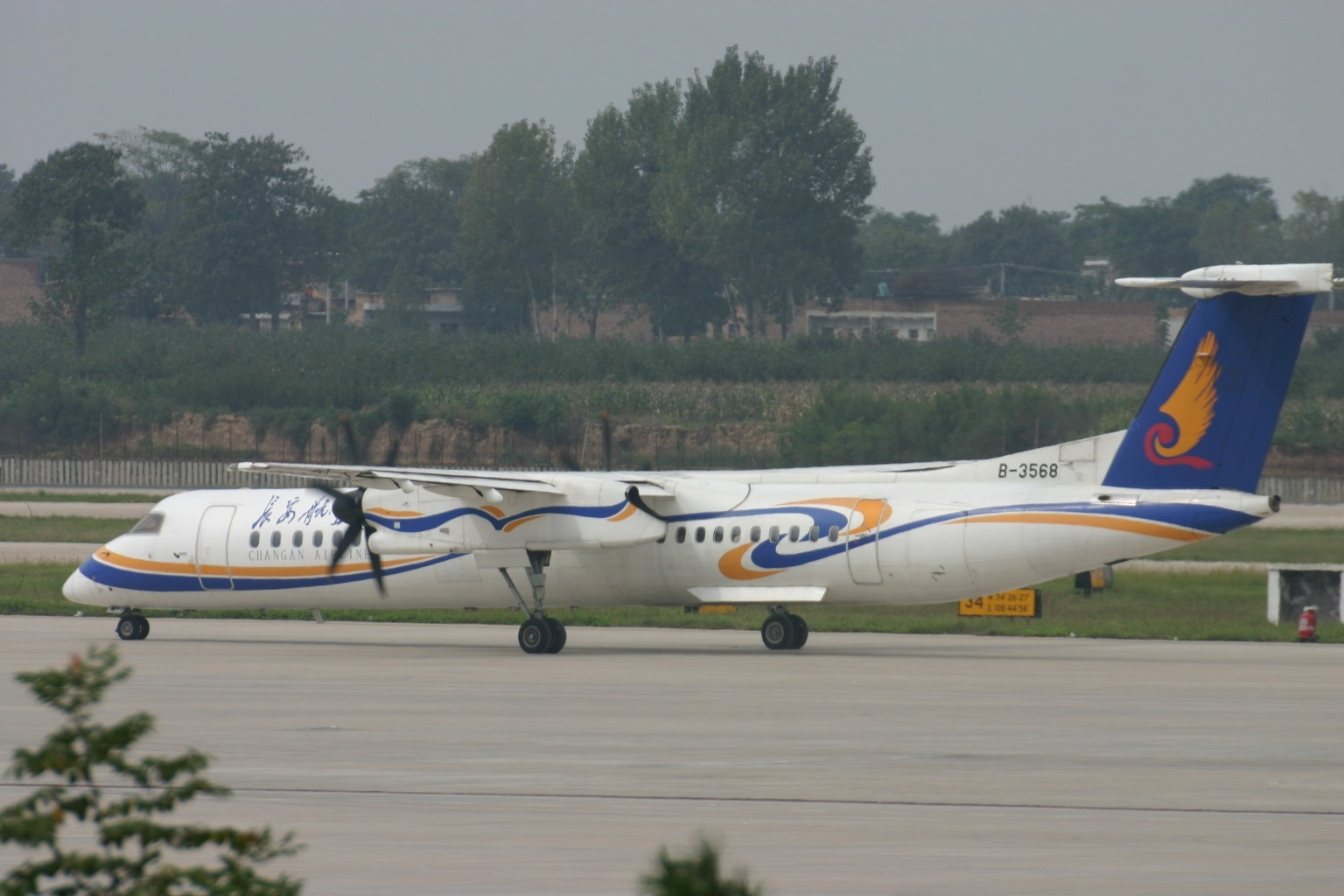
长安航空曾运营过的冲八客机

2000年8月30日，海南航空集团以一架冲八飞机、部分航材及配套设备等实物出资两亿元，成功收购了“长安航空”超过81%的股权。“长安航空”的名称随即变更为，“海南航空集团长安航空有限责任公司”。随后以3架冲8-Q400外加4架多尼尔328JET替代了之前的运-7机队，并从海南航空本部调入波音737投入干线航空运营。2002年10月27日起，长安航空和“海南航空集团”旗下的其他三家航空公司（即，海南航空、中国新华航空、山西航空）实施了合并运行，统一使用海南航空的IATA代码“HU”、涂装以及企业形象系统。在这之后变为海航在西安的运营分公司。其自有客机涂装除公司名称仍是“长安航空”外，其余与海南航空本部的标准涂装无异。
随着大新华航空于2007年11月29日正式成立，长安航空的资产也并入了新成立的企业。

### 再次独立运营

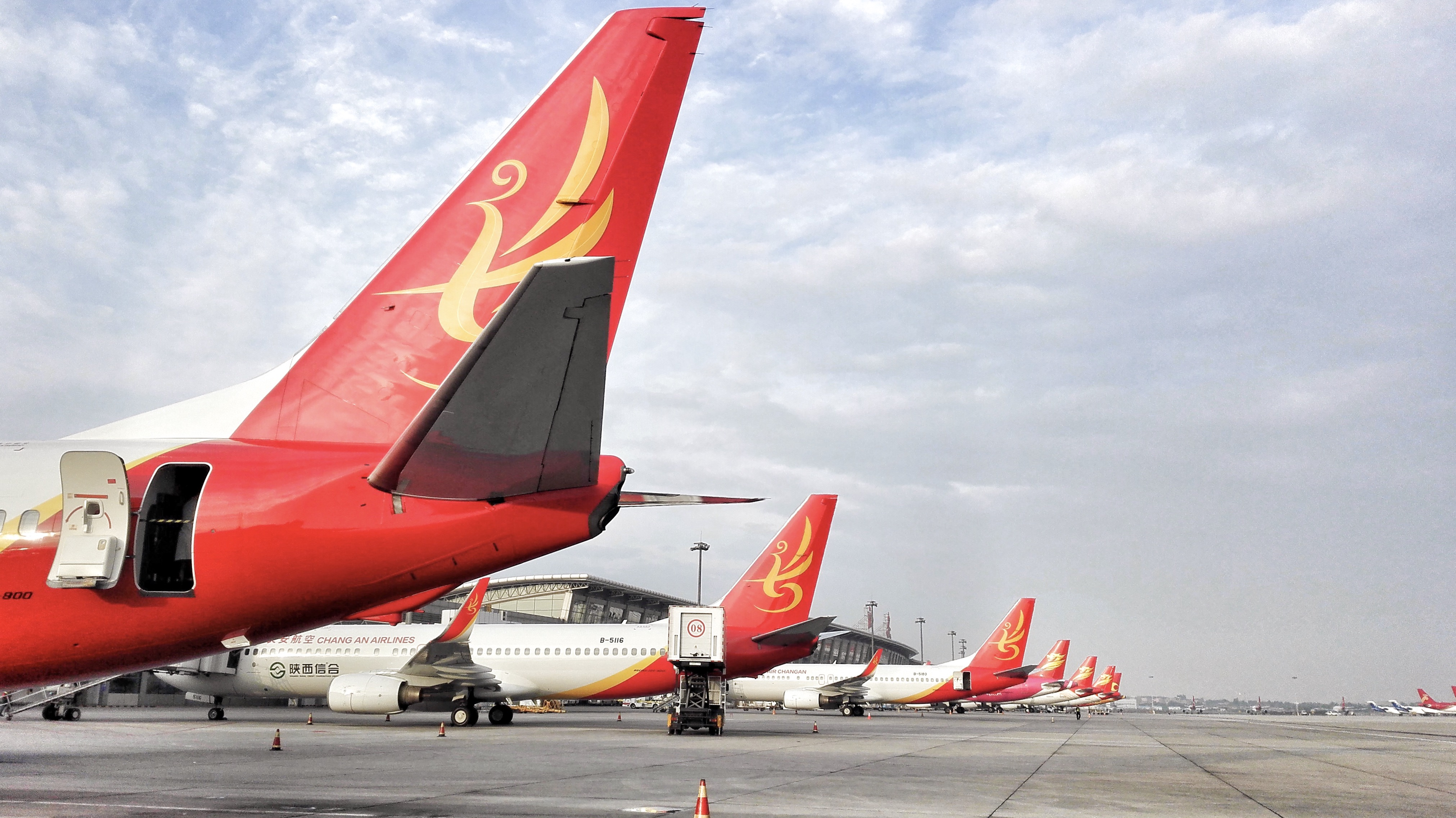
长安航空飞机阵列

随着海航意欲扩大西部市场的份额，长安航所在的咸阳市当局有意培养基地航司来扩大咸阳机场的旅客量，于是长安航空重新独立被提上议事日程。
2016年4月5日，国家民航总局正式批复海南航空关于组建长安航空公司的文件，当日，长安航空恢复独立运营。并独立使用自有的两字代码（9H）、三字代码（CGN）、运输凭证和飞机喷涂标识。惟英语名称变为Air Chang'an。
2016年5月9日，印有朱雀造型标志的长安航空有限责任公司（以下简称“长安航空”）9H8303航班从西安咸阳国际机场起飞前往珠海金湾机场，这是长安航空恢复独立运营后的首次飞行。
2017年6月6日，长安航空首架自主引进的波音B737-800型飞机飞抵西安。

## 航点
截至2019年4月，长安航空开通航线56条，通航城市47座。。长安航空提供的航班飞往以下航点。
| [枢纽] | 枢纽机场 |
| [重点] | 重点机场 |

| 省份   | 国家或地区 | 航点     | 机场               | IATA | ICAO | 航班号（仅显示西安出发航班号） |
| ------ | ---------- | -------- | ------------------ | ---- | ---- | ------------------------------ |
| 陕西   | 中国大陆   | 西安     | 咸阳国际机场[枢纽] | XIY  | ZLXY |                                |
| 海南   | 中国大陆   | 海口     | 美兰国际机场       | HAK  | ZJHK | 9H8307                         |
| 海南   | 中国大陆   | 三亚     | 凤凰国际机场       | SYX  | ZJSY | 9H8361                         |
| 广东   | 中国大陆   | 珠海     | 金灣机场           | ZUH  | ZGSD | 9H8303                         |
| 江西   | 中国大陆   | 南昌     | 昌北国际机场       | KHN  | ZSCN | 9H8325                         |
| 安徽   | 中国大陆   | 合肥     | 新桥国际机场       | HFE  | ZSOF | 9H8377 9H8499                  |
| 浙江   | 中国大陆   | 黄岩     | 路桥机场           | HYN  | ZSLQ | 9H8351                         |
| 宁夏   | 中国大陆   | 银川     | 河东机场           | INC  | ZLIC | 9H8315                         |
| 福建   | 中国大陆   | 厦门     | 高崎国际机场       | XMN  | ZSAM | 9H8397                         |
| 贵州   | 中国大陆   | 铜仁     | 铜仁凤凰机场       | TEN  | ZUTR | 9H8397                         |
| 山东   | 中国大陆   | 济南     | 济南遥墙国际机场   | TNA  | ZSJN | 9H8347                         |
| 辽宁   | 中国大陆   | 营口     | 营口兰旗机场       | YHK  | ZYYK | 9H8385                         |
| 河北   | 中国大陆   | 石家庄   | 石家庄正定机场     | SJW  | ZBSJ | 9H8339                         |
| 辽宁   | 中国大陆   | 沈阳     | 桃仙国际机场       | SHE  | ZYTX | 9H8339                         |
| 内蒙古 | 中国大陆   | 通辽     | 通辽机场           | TGO  | ZBTL | 9H8335 9H8341 9H8399           |
| 江苏   | 中国大陆   | 淮安     | 淮安涟水机场       | HIA  | ZBTL | 9H8355                         |
| 福建   | 中国大陆   | 福州     | 长乐国际机场       | FOC  | ZSFZ | 9H8355                         |
| 青海   | 中国大陆   | 西宁     | 曹家堡机场         | XNN  | ZLXN | 9H8317                         |
| 贵州   | 中国大陆   | 贵阳     | 龙洞堡国际机场     | KWE  | ZUGY | 9H8391                         |
| 江西   | 中国大陆   | 景德镇   | 罗家机场           | JDZ  | ZSJD | 9H8371                         |
| 浙江   | 中国大陆   | 宁波     | 栎社国际机场       | NGB  | ZSNB | 9H8329                         |
| 辽宁   | 中国大陆   | 大连     | 周水子国际机场     | DLC  | ZYTL | 9H8309                         |
| 黑龙江 | 中国大陆   | 哈尔滨   | 太平国际机场       | HRB  | ZYHB | 9H8365                         |
| 湖北   | 中国大陆   | 宜昌     | 三峡机场           | YIH  | ZHYC | 9H8321 9H8351                  |
| 浙江   | 中国大陆   | 温州     | 温州龙湾国际机场   | WNZ  | ZSWZ |                                |
| 湖南   | 中国大陆   | 怀化     | 怀化芷江机场       | HJJ  | ZGCJ | 9H8411                         |
| 吉林   | 中国大陆   | 长春     | 龙嘉国际机场       | CGQ  | ZYCC | 9H8451                         |
| 山东   | 中国大陆   | 烟台     | 蓬莱国际机场       | YNT  | ZSYT | 9H8451                         |
| 广西   | 中国大陆   | 桂林     | 两江国际机场       | KWL  | ZGKL | 9H8311                         |
| 内蒙古 | 中国大陆   | 海拉尔   | 东山机场           | HLD  | ZBLA | 9H8399                         |
| 江苏   | 中国大陆   | 南通     | 兴东机场           | NTG  | ZSNT |                                |
| 湖南   | 中国大陆   | 长沙     | 黄花国际机场       | CSX  | ZGHA | 9H8337                         |
| 广西   | 中国大陆   | 北海     | 福成机场           | BHY  | ZGBH | 9H8323                         |
| 陕西   | 中国大陆   | 汉中     | 汉中城固机场       | HZG  | ZLHZ |                                |
| 广东   | 中国大陆   | 揭陽     | 潮汕机场           | SWA  | ZGOW | 9H8381                         |
| 山西   | 中国大陆   | 太原     | 武宿国际机场       | TYN  | ZBYN |                                |
| 新疆   | 中国大陆   | 乌鲁木齐 | 天山国际机场       | URC  | ZWWW | 9H6007                         |
| 江苏   | 中国大陆   | 盐城     | 南洋机场           | YNZ  | ZSYN |                                |
| 黑龙江 | 中国大陆   | 佳木斯   | 东郊机场           | JMU  | ZYJM | 9H8341                         |
| 广东   | 中国大陆   | 惠州     | 平潭机场           | HUZ  | ZGHZ | 9H6033                         |
| 甘肃   | 中国大陆   | 兰州     | 中川机场           | LHW  | ZLLL |                                |
| 广西   | 中国大陆   | 柳州     | 白莲机场           | LZH  | ZGZH | 9H8349                         |
| 甘肃   | 中国大陆   | 敦煌     | 敦煌机场           | DNH  | ZLDH | 9H6013                         |
| 河南   | 中国大陆   | 洛阳     | 洛阳北郊机场       | LYA  | ZHLY |                                |
| 安徽   | 中国大陆   | 池州     | 九华山机场         | JUH  | ZSJH | 9H8381                         |
| 河北   | 中国大陆   | 秦皇岛   | 秦皇岛北戴河机场   | BPE  | ZBDH | 9H8363                         |
| 贵州   | 中国大陆   | 遵义     | 茅台机场           | WMT  | ZUMT |                                |
| 黑龙江 | 中国大陆   | 牡丹江   | 牡丹江海浪机场     | MDG  | ZYMD | 9H8363                         |
| 山东   | 中国大陆   | 潍坊     | 潍坊南苑机场       | WEF  | ZSWF | 9H8383                         |
| 山东   | 中国大陆   | 日照     | 日照山字河机场     | RIZ  | ZSRZ | 9H8381                         |

## 機隊

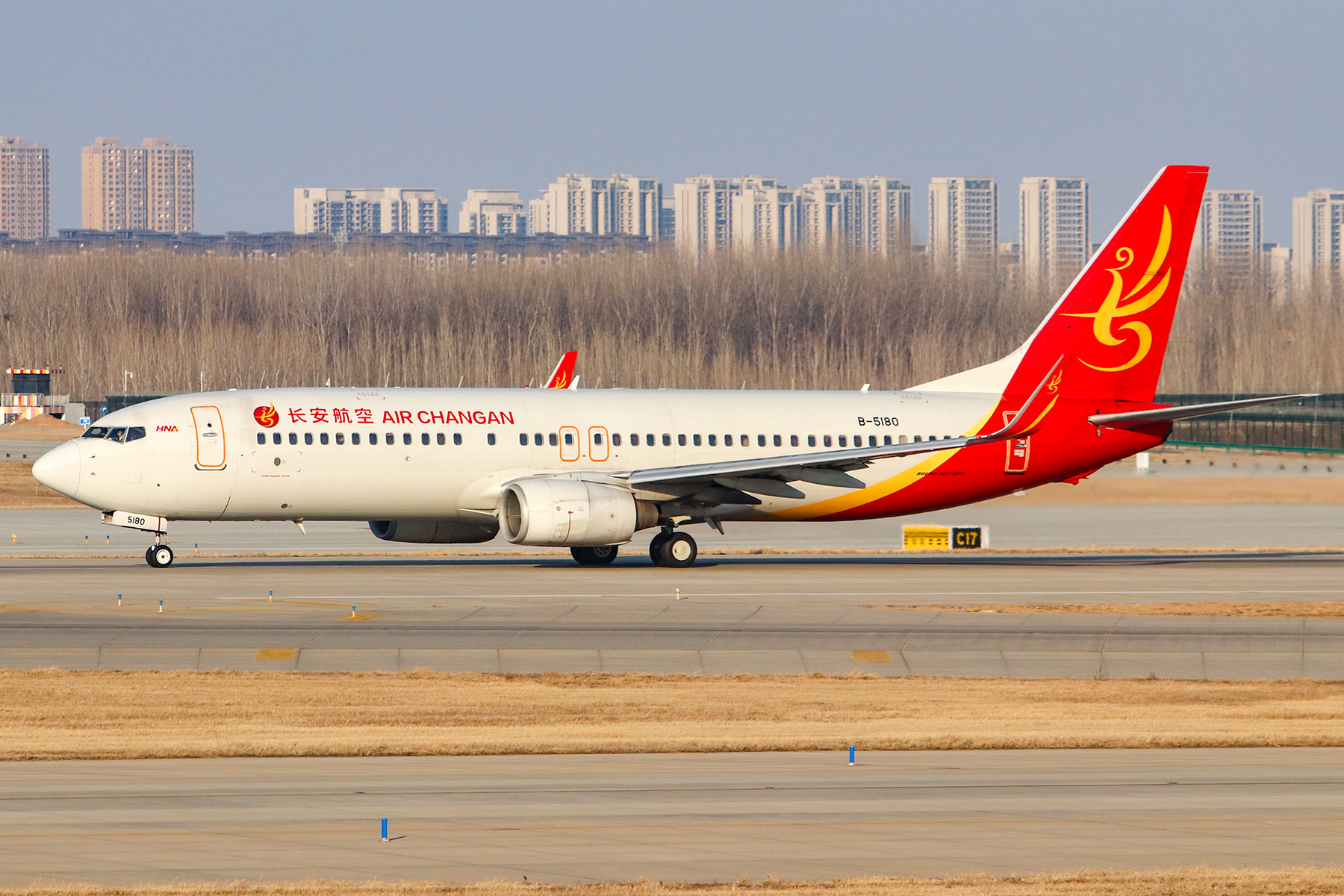
长安航空的波音737-800型客机于郑州新郑国际机场

### 已退役机队
- 波音737-700
- 运-7
- 庞巴迪冲8
- 波音737-400
- 空客A319
- 巴航工业190
- 多尼尔328Jet

## 事故及事件
2023年8月26日，梧州至三亚的9H8409次航班（由编号B-1163的波音737-800执飞）在从梧州西江机场起飞时，飞机左侧迎角传感器被一只翼展1.3米的黑鸢（鹰类）撞击，该传感器断裂脱落后被吸入左侧发动机，致使左侧发动机损伤，飞机仪表亦出现空速、高度、迎角不一致多重警告，处于失控边缘，操纵受到极大影响的飞行机组遂启动备用系统，用12秒控制飞机，最终返航梧州，机上173名旅客和10名机组人员无一伤亡。

## 相关链接
- 长安航空官网